# 카잔카강

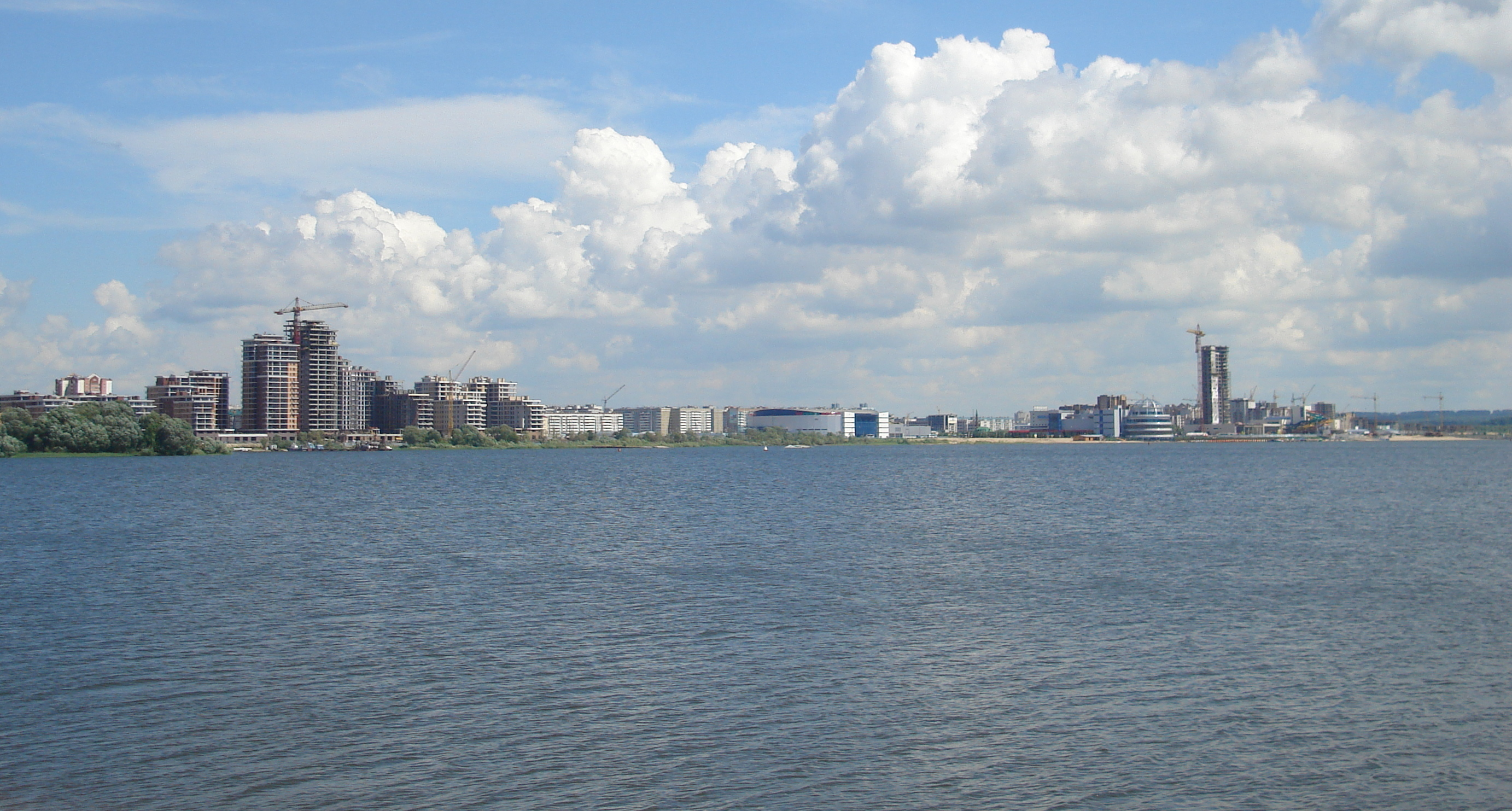
카잔카 강

카잔카강(타타르어: Qazansu, 러시아어: Каза́нка)은 타타르 공화국을 흐르는 볼가강의 지류이다. 유역길이는 142km에 달한다.